# Extension Gunners
El Extension Gunners FC es un equipo de Botsuana que disputa partidos oficiales en la Liga Premier de Botsuana, la competición de fútbol más importante del país. El club también ha participado en otros torneos nacionales organizados por la Asociación de Fútbol de Botsuana, como la Copa Desafío de Botsuana en varias temporadas.

## Historia
Fue fundado en el año 1962, en la ciudad de Lobatse con el nombre Lobatse CS Gunners hasta el año 2000 y es el único equipo de Botsuana que nunca ha descendido. Ha ganado 3 títulos de liga, y 6 copas locales.
A nivel internacional ha participado en 5 torneos continentales, donde nunca ha avanzado más allá de la primera ronda.

## Palmarés

### Torneos nacionales
- Liga Premier de Botswana (3):[10] 1992, 1993 y 1994.

- Copa Desafió de Botsuana (3):[11] 1988, 1992 y 2011.
- Subcampeón de la Copa Desafió de Botsuana (3): 1991, 1994 y 2001.

- Copa Orange Kabelano (3):[12] 1996, 1998 y 2001.

## Participación en competiciones de la CAF
| Temporada | Torneo                            | Ronda      | Club                     | Casa | Visita | Global      |
| --------- | --------------------------------- | ---------- | ------------------------ | ---- | ------ | ----------- |
| 1993      | Copa Africana de Clubes Campeones | Preliminar | Kaizer Chiefs FC         | 0-1  | 0-6    | 0-7         |
| 1994      | Copa Africana de Clubes Campeones | Preliminar | Chief Santos             | 2-0  | 3-3    | 5-3         |
| 1994      | Copa Africana de Clubes Campeones | 1          | AS Vita Club             | 1-1  | 0-5    | 1-6         |
| 1995      | Copa Africana de Clubes Campeones | Preliminar | Eleven Men in Flight     | 2-2  | 2-2    | 4-4 (2-4 p) |
| 2002      | Recopa Africana                   | Preliminar | US Beau-Bassin Rose-Hill | 1-1  | 2-3    | 3-4         |
| 2012      | Copa Confederación de la CAF      | Preliminar | Tana Formation FC        | 2-1  | 0-2    | 2-3         |